# Обратная транскрипция

Схематическое описание этапов обратной транскрипции.

Обратная транскрипция — процесс образования двуцепочечной ДНК на основании информации в одноцепочечной РНК. Данный процесс называется обратной транскрипцией, так как передача генетической информации при этом происходит в «обратном», относительно транскрипции, направлении.
Идея обратной транскрипции вначале была очень непопулярна, так как противоречила центральной догме молекулярной биологии, которая предполагала, что ДНК транскрибируется в РНК и далее транслируется в белки.
Обратная транскрипция и фермент, который мог транскрибировать РНК в ДНК (то есть в направлении, обратном транскрипции) была открыта С. М. Гершензоном в 1963 году.
В 1970 году Темин и Балтимор независимо друг от друга открыли фермент, названный обратной транскриптазой (ревертазой), и возможность обратной транскрипции была окончательно подтверждена. В 1975 году Темину и Балтимору была присуждена Нобелевская премия в области физиологии и медицины.
Обратная транскрипция является необходимым этапом жизненного цикла РНК-вирусов. Она позволяет перевести РНК-геном вируса в ДНК, с которой уже можно производить транскрипцию вирусных иРНК и новых геномных РНК.